# 窪田治輔
窪田 治輔（くぼた じすけ、1886年〈明治19年〉11月11日 - 没年不詳）は、日本の内務・文部官僚。官選県知事。

## 経歴
山口県出身。窪田幾蔵の二男として生まれる。第五高等学校を首席で卒業。1912年11月、文官高等試験行政科試験に合格。1913年、東京帝国大学法科大学を卒業。内務省に入省し静岡県属となる。
以後、静岡県賀茂郡長、同小笠郡長、文部省督学官兼同参事官、同書記官、同大臣官房文書課長、同実業学務局長などを歴任。
1929年10月9日、山形県知事に就任。小作争議の対策に尽力。また、1931年に小田島村地主襲撃事件（小田島事件）が発生し臨時県会で不況対策を検討した。同年10月24日、昭和天皇行幸が予定されていた鹿児島県の山口安憲知事が腸チフスとなり急遽知事を交代。約2か月の在任で、同年12月18日に知事を休職。1933年9月11日に依願免本官となり退官した。
山形県知事在任中の1930年（昭和5年）に県民投票による山形県名所一番の碑が現・長井市に建立され、その碑文を揮毫している。

## 親族
子息にキリンビール取締役の窪田三郎、国保国吉病院（現・いすみ医療センター）院長の窪田静夫などがいる。